# Fome

Porcentagem populacional que sofre com a fome em 2020, de acordo com o Programa Alimentar Mundial.
< 2,5%
< 5,0%
5,0–14,9%
15,0–24,9%
25,0–34,9%
> 35,0%
Sem dados

Fome (do latim: faminem) é a sensação fisiológica pelo qual o corpo percebe que necessita de alimento para manter suas atividades inerentes à vida. O termo comumente é usado mais amplamente para referir a casos de desnutrição ou privação de comida entre as populações, normalmente devido a pobreza, conflitos políticos ou instabilidade, ou condições agrícolas adversas. Em casos crônicos, pode levar a um mal desenvolvimento e funcionamento do organismo.

## Tipos
A fome se manifesta como insegurança alimentar, como privações alimentares e como inanição (ou fome, propriamente).
A insegurança alimentar é considerada uma etapa antes de uma privação alimentar, a insegurança alimentar trata-se de quando um indivíduo permanece com comida em sua residência porem com um risco iminente de fome. Este risco iminente de fome é causado principalmente pelo desemprego e pela hiperinflação que causa o aumento do preço de produtos básicos.
As privações alimentares são caracterizadas pela mudança repentina nos hábitos alimentares pela falta de recursos financeiros. Neste caso, as pessoas enquadradas neste tipo de categoria, possuem alimentos diariamente, porém estes não cobrem as necessidades nutricionais para o funcionamento saudável do metabolismo humano. Assim podendo causar problemas futuros, ou agravar problemas já existentes como a diabetes.
A fome em sua forma pura é apresentada quando um indivíduo que está à mais de 24 horas sem comer, começa a apresentar sintomas por este motivo. Sintomas estes que podem variar de: desmaios, tonturas, irritabilidade e ansiedade em casos mais simples até a morte em casos gravíssimos. Os sintomas básicos da fome estão começando a aparecer em unidades de saúde espalhadas pelo Brasil, com pessoas desmaiando de fome em filas de atendimento.

## Causas sociais
- Instabilidade política;
- Ineficácia e má administração dos recursos naturais;
- Guerra;
- Conflitos Civis;
- Difícil acesso aos meios de produção pelos trabalhadores rurais, pelos sem-terra ou pela população em geral;
- Invasões;
- Deficiente planificação agrícola;
- Injusta e antidemocrática estrutura fundiária, marcada pela concentração da propriedade das terras nas mãos de poucos;
- Contraste na concentração da renda
- Destruição deliberada das colheitas;
- Influência das empresas transnacionais de alimentos na produção agrícola, afetando os hábitos alimentares das populações de Terceiro Mundo;
- Utilização da "diplomacia dos alimentos" como arma nas relações entre os países;
- Relação entre a dívida externa do Terceiro Mundo e a deterioração cada vez mais elevada do seu nível alimentar;
- Relação entre cultura e alimentação.
- O difícil acesso aos meios de produção pelos trabalhadores rurais.
- A canalização dos recursos financeiros para a produção de materiais bélicos.
- Epidemias.

Amartya Sen ganhou o prêmio Nobel de 1998 em parte por seu trabalho em demonstrar que a fome, nos tempos modernos, não é tipicamente o produto de uma falta de alimentos, mas sim, frequentemente gerada a partir de problemas nas redes de distribuição de alimentos ou de políticas governamentais no mundo em desenvolvimento.

## Consequências
As consequências da fome para as crianças podem ser duradouras, além de problemas pontuais como desmaios e falta de atenção nas aulas as crianças subnutridas podem ter problemas que perduram para a vida toda. Além disto favorecem o desenvolvimento de doenças crônicas como: disfunções cardiovasculares, infecções intestinais, osteoporose, hipotireoidismo e comprometimento imunológico.
Para adultos, os problemas relacionados a subnutrição podem variar. Em grávidas, a fome pode aumentar o risco de um possível aborto e em diabéticos a fome pode aumentar a gravidade da doença levando a possíveis internações. Para adultos saudáveis a fome pode causar um comprometimento imunológico que facilita o surgimento de doenças e também pode causar desatenção, tontura e desmaios que dependendo do trabalho ou tarefa exercido pelo mesmo, pode causar acidentes graves. Ao longo prazo, os danos podem ser maiores e irreversíveis.
As consequências imediatas da fome são a perda de peso nos adultos e nas crianças, levando eventualmente à morte, e ao aparecimento de problemas no desenvolvimento das crianças, geralmente limitando as suas capacidades de aprendizagem e produtividade. A desnutrição, principalmente devido à falta de alimentos energéticos e proteínas, aumenta nas populações afetadas e faz crescer a taxa de mortalidade, em parte, pela fome e, também, pela perda da capacidade de combater as infecções. A fome é um dos maiores flagelos da humanidade.

## Fome no mundo
No Índice Mundial da Fome 2010, produzido pela International Food Policy Research Institute, cerca de um bilhão de pessoas passam fome, levando em consideração o limite estabelecido pela ONU, que são 1.800 quilocalorias por dia.

### No Brasil
Em 2009, segundo o IBGE, 11,2 milhões de brasileiros — 5,8% da população — passaram fome por não terem recursos para comprar comida.
Em junho de 2013, a Organização das Nações Unidas para a Alimentação e a Agricultura (FAO) premiou 38 países, entre eles o Brasil, por terem reduzido a fome pela metade bem antes do prazo de 2015, estabelecido pela ONU nos Objetivos de Desenvolvimento do Milênio. O cumprimento da meta pelos países premiados considerou a diferença do número de famintos entre 1990 e 1992 e entre 2010 e 2012.
Entretanto, devido às consequências da crise econômica brasileira de 2014, o Brasil voltou ao Mapa da Fome em 2018. A situação piorou bastante nos anos seguintes, pois, somados à crise de 2014, veio também a crise causada pela Pandemia de COVID-19.